# سارا هافمن
سارا هافمن (انگلیسی: Sarah Huffman؛ زادهٔ ۵ مارس ۱۹۸۴) بازیکن فوتبال اهل ایالات متحده آمریکا است.
از باشگاه‌هایی که در آن بازی کرده‌است می‌توان به وسترن نیویورک فلش، مجیک‌جک، باشگاه فوتبال پورتلند تورنز، و واشینگتن فریدام اشاره کرد.
وی همچنین در تیم‌های ملی فوتبال United States women's national under-20 soccer team، زیر ۲۳ سال زنان ایالات متحده آمریکا، و زنان ایالات متحده آمریکا بازی کرده‌است.